# Leptothrips opimus
Leptothrips opimus är en insektsart som beskrevs av Johansen 1987. Leptothrips opimus ingår i släktet Leptothrips och familjen rörtripsar. Inga underarter finns listade i Catalogue of Life.